# Охлупина, Алёна Игоревна
Алёна Игоревна Охлупина (род. 21 августа 1964, Москва) — российская  актриса театра и кино, народная артистка Российской Федерации (2006), артистка Малого театра.

## Биография
Алена Охлупина родилась в семье актёров Натальи Вилькиной и Игоря Охлупина. Внучка актёра и почётного гражданина Свердловска Леонида Охлупина. В 1985 году окончила школу-студию МХАТ (курс В. П. Маркова) и была принята в труппу Государственного академического Малого театра.
Ныне Алёна Охлупина одна из ведущих актрис Малого театра. В 2006 году была удостоена почётного звания народной артистки России.

## Признание и награды
- Заслуженная артистка России (1999)[4]
- Народная артистка России (2006)[5]
- Памятная медаль Министерства культуры РФ «150-летие А. П. Чехова» (2011)[6]
- Лауреат VIII Международного фестиваля "Золотая провинция" - (Лучшая женская роль, "Три сестры и дядя Ваня" (Ольга), проект Московская драматическая труппа "Блуждающие звёзды", Реж. Н. П. Красноярская, П. Е. Тихомиров) (2019).
- Диплом им. народной артистки РСФСР Л. А. Лозицкой "За сохранение русской классики н Отечественной сцене" (2019).
- Нагрудный знак "35 лет работы в Малом театре" (2020).
- Лауреат Международного фестиваля "Нам дороги эти позабыть нельзя" - "спектакль "Песни от Главной!", Московская драматическая труппа "Блуждающие звёзды" (2020).
- Благодарственное письмо депутата Государственной думы РФ (2023).

## Творчество

### Роли в театре

#### Малый театр
- 1986 — «Недоросль» Д. И. Фонвизина — Софья
- 1993 — «Не было ни гроша, да вдруг алтын» А. Н. Островского — Настя
- 1996 — «Чайка» А. П. Чехова. Режиссёр В. Н. Драгунов, руководитель постановки Ю. М. Соломин — Маша
- 1998 — «Трудовой хлеб» А. Н. Островского. Режиссёр: Александр Коршунов — Поликсена
- 2000 — «Горе от ума» А. С. Грибоедова. Режиссёр Сергей Женовач — графиня-внучка
- 2004 — «Три сестры» А. П. Чехова — Ольга
- 2012 — «Священные чудовища» Ж. Кокто. Постановка А. Ю. Яковлева — Шарлотта
- 2019 — в театре-постановка В.Иванова "Осторожно, сваха!" - Тетушка
- 2021 — «Мёртвые души» Н.В. Гоголя по сценарию М.А.Булгакова Похождения Чичикова, или Мёртвые души (режиссёр - Алексей Дубровский) — Губернаторша

### Центральный Дом актёра им. А. А. Яблочкиной
2018 - "Оркестр" Ж. Ануй. Постановка Н. П. Красноярской, режиссёр П. Е. Тихомиров - Сюзанна Делисиас
2018 - "Песни от Главной!", песни из репертуара Людмилы Гурченко. Постановка П. Е. Тихомирова
2019 - "Три сестры и дядя Ваня" М. Гаврилова. Постановка Н. П. Красноярской и П. Е. Тихомиров - Ольга
2019 - "Листки из сожжённой тетради" П. Тихомиров. Постановка П. Е. Тихомирова - Актриса (Зинаида Райх)
2019 - "Поэма без героя" А. А. Ахматова. Режиссёр П. Е. Тихомиров - об Ольге Судейкиной

### Большой театр
2018 - "Нуреев" И. Демуцкий. Балетмейстер Ю. М. Посохов, режиссёр-постановщик К. С. Серебренников - Американка на аукционе. Мировая премьера

### Фильмография
- 1986 — Аэропорт со служебного входа — Таня
- 1989 — То мужчина, то женщина — Лена
- 1990 — Наша дача
- 1991 — Любовь
- 1992 — На тебя уповаю